# 克拉克森 (馬里蘭州)
克拉克森（英語：Clarkson）是位於美國馬里蘭州霍華德縣的一個非建制地區。

## 地理
克拉克森所處的海拔為高於海平面152米（即499英呎），而該地所採用的時區為UTC-5，即北美东部時區（EST）。同時該地設有夏令時間，為UTC-5調快一小時，即UTC-4（EDT）。